# 57式機槍
57式機槍是中華民國向美國購入生產線在國內自產的M60通用機槍，因生產工藝不足，總產能有限，在國軍內服役時間不長。

## 設計及歷史
中華民國在遷台後武器多半靠美國援助，因此在輕兵器配賦概念上也返回較落後的裝備，採用白朗寧M1919中型機槍；不過從仿製布倫輕機槍之41式機槍等產品，表示了國軍一直在籌措較輕盈的通用機槍。
國軍何時接觸M60通用機槍目前並不可考，美國也未有援助M60機槍給國軍的紀錄，但是當時與美軍的交流相當密切頻繁，對此武器不致陌生；因此在籌措新型步槍、機槍時國軍選擇了以M60機槍為M1919機槍的替換品。自製五七式步、機槍計劃代號為建新十二號，由60兵工廠量產，此外另設立可年產6千萬發北約7.62公厘子彈之生產線。此外為了量產57式機槍，聯勤購入10挺樣槍作為對照用。
過去外界認為57式機槍應該是和57式步槍相同，採用整廠輸入的模式導入國內，不過後續解密資料否定了這個臆測。聯勤在決定生產M60機槍與M14步槍後，赴美國石島、春田兵工廠，挑選了220部造槍用工具機；但美國表示M14生產線即使封存仍得維持75%產能供戰備使用，僅願意以軍援額度出售其中的196部，缺少的機具另外從美國民間廠商採購179部機器、聯勤再由當時生產機具當中改造362部、自行製造50部、國內工具機廠商生產64部，這851部工具機在每日工作8小時的狀態下一年可生產6000支步槍、1200挺輕機槍。
民國58年，57式機槍開始於60兵工廠量產，第一年量產600挺，第二至第四年每年1200挺，第五年1100挺，第六年1000挺，第七年210挺，第八與第九年1000挺，第十與第十一年無資料，至民國68年57式步、機槍生產結束，前後十一年，有記錄機槍總數8510支。
M60機槍的先天劣勢
M60通用機槍因其戰術理念，設計時為了節約彈藥所以刻意降低射速，採用德國FG42傘兵步槍的槍機與復進系統，配合MG42的機匣設計，並予以輕量化、改良。但M60通用機槍在設計的考慮不夠廣泛，導致M60通用機槍比起同年代發展的比利時的FN MAG的可靠性與操作性能較差，因此除大量接受美国援助的國家與美軍以外，使用M60通用機槍的國家並不多。
但M60有其先天上的幾個重大缺點，
- 其進彈機構為單止逆爪式，雖然比較簡單，但也比較不可靠，而且M13彈鏈的制作公差不易掌握，這雙重的問題令M60及57式機槍進彈不順的主要原因，這問題迫使副射手必須托平彈鍊，才能正常發射。
- 另一個問題是其槍管需要戴上石棉手套隔熱才能更換，槍管與兩腳架、氣管、活塞固定成一組，更換槍管時需把整組氣管與活塞都換掉，雖可保持槍管及氣管潔淨；但令重量及成本提高，更換速度亦較慢，甚至比MG42慢（採非固定式）。

57式機槍量產困境
57式機槍量產初期因製造工具機不全，無法生產原設計內含合金襯套的三件式槍管；60廠提出用耐用性較不足的一件式槍管替代，但聯勤總部拒絕，只好外購M60原廠槍管1210根。
由於美國僅提供M14步槍與M60機槍全槍零件圖，裝配圖，並未全面轉移生產技術。與製造相關的零件製造程序圖，工具、刀具、模具、夾具、樣板、量具設計圖皆無，因此是60兵工廠（之後的205廠）設立了57式步槍設計組與57式機槍設計組，依台灣需要再次設計一次，這也是台灣與美方的工具機台、技術並不完全相同之故。且耐熱合金襯套的技術沒有轉移，因此槍管更容易過熱，國防部聯合後勤司令部只好把槍管加厚以作解決。
57機槍因製造工藝與材質遜於美造，因此小毛病更多，諸如槍管易過熱，裂縫，滑機，無法連發，無法退殼，扳機組脫落，機匣铆釘鬆動，瓦斯鎖螺鬆脫射擊時飛出等等，加上保養與操作不確實，因此國軍步兵連編裝下配賦的6挺57式機槍中能有半數可正常運作已屬良好。聯勤雖持續對槍枝作出補救，設法對機匣蓋，托彈板，拉柄等製造與材質改進，並三申五令要求部隊確實按程序保養，申補損換零件，但效果不大。步訓部統計，57機槍最常發生為斷殼，不連發；原因一為材質與製造，零組件易磨損，彈藥品管不良。二為保養及操作不當，彈鍊裝反，瓦斯活塞裝反，氣孔堵死，機件潤滑不足，生鏽等等。
由於57式機槍有着種種缺點，因此並不受部隊歡迎，生產不到1萬挺後就停產。國防部聯合後勤司令部吸取教訓，參考FN MAG機槍於民國71年開始研制，次年即有樣槍給步兵學校測試，民國74年定型，為T74排用機槍，該年57式步、機槍列為汰除裝備，逐步汰換，57式機槍快速的從中華民國國軍部隊中淘汰。